# 格勒诺布尔国立高等建筑学校
格勒诺布尔国立高等建筑学校（法語：École nationale supérieure d'architecture de Grenoble）是法国格勒诺布尔的一所建筑学校，建于1969年。从1996年起，学校隶属于法国文化部，是法国20所公立建筑学校之一。

## 历史
格勒诺布尔学校始建于1925年，后改名为「大区建筑学校」。学校在1978年搬入La Villeneuve新区的校舍。校舍总面积6,736 m2，由Roland Simounet和Michel Charmont两位建筑师设计。校舍建筑被列入法国文化部值得保护的20世纪重要建筑名单。1998年，由Félix-Faure Macary Page事务所主持的扩建项目将校舍面积扩大至12,851 m2。

## 国际交流
学校与各国大学都有交流。国际学生占学校总学生数的五分之一。学校的学生需要在5年学校过程中有一年在海外合作伙伴学校的学习经历。

## 教学
学校授予以下文凭：
- 建筑学习文凭（学士学位）
- 国家建筑师文凭（硕士学位）
- 自主职业培训 HMONP
- 建筑学博士